# كريستيان راب
كريستيان راب (بالألمانية: Christian Rapp) هو مؤلف وكاتب نمساوي، ولد في 1964 في فيينا في النمسا.